# Хосе Рисал
Хосе Протасио Рисал Меркадо и Алонсо Реалонда (на испански: José Protasio Rizal Mercado y Alonso Realonda) е филипински националист, учен, писател и художник от края на испанската колониална епоха във Филипините. Той се почита като национален герой на филипинците. Офталмолог по професия, Рисал става писател и един от ключовите членове на филипинското Пропагандистко движение, което се бори за политически реформи за колонията под властта на Испанската империя.
Той е екзекутиран от испанското колониално правителство за разпалване на бунтове, след като избухва Филипинската революция, която отчасти е вдъхновена от неговите трудове. Макар той да не е замесен активно в планирането и провеждането ѝ, той одобрява целите ѝ, които в крайна сметка довеждат до независимост на Филипините.
Счита се за един от най-великите герои на Филипините, макар към днешна дата да няма филипински закон, който да провъзгласява която и да е филипинска историческа личност за национален герой. Сред най-известните му произведения са романите Noli Me Tángere и El filibusterismo, но пише и поезия и есета.

## Биография
Рисел е роден на 19 юни 1861 г. и е син на богат земевладелец от тагалски произход. Получава образованието си в университета Атенео де Манила във филипинската столица, а след това в Мадридския университет Комплутенсе. Той е отличен студент по медицина и скоро се отдава на каузата за реформация на испанската власт в родината си, макар никога да не се е борил за филипинска независимост, смятайки, че филипинският народ все още има робската психика и не е готов за независимост. Повечето от трудовете му са написани в Европа, къде живее в периода 1882 – 1892 г. По време на престоя си в Испания се присъединява към масонска ложа.
През 1887 г. Рисал публикува първия си роман, Noli me tangere („Ракът на обществото“), който представлява пламенно разобличаване на злините на испанската власт във Филипините. През 1891 г. написва продължение – El filibusterismo („Царството на алчността“), с която си установява репутация на водещ говорител на филипинското реформистко движение. Публикува издание с обяснителни бележки на Sucesos de las Islas Filipinas на Антонио де Морга, с което цели да покаже, че местното население на Филипините има дълга история много преди пристигането на испанците. След това оглавява Пропагандисткото движение, списвайки много статии за вестника му La Solidaridad, публикуван в Барселона. Политическата програма на Рисал включва интеграция на Филипините като провинция на Испания, представителство в испанския парламент, замяна на испанските свещеници с филипински такива, свобода на събиранията и словото и равенство на филипинците и испанците пред закона.
Рисал се завръща във Филипините през 1892 г. Основава мирно реформистко общество – Филипинска лига в Манила. Впоследствие е депортиран в Дапитан в северозападната част на остров Минданао. През следващите четири години е в изгнание. През 1896 г. тайното националистическо общество Катипунан се вдига на въстание срещу испанската власт. Макар да няма връзка с тази организацията или въстанието ѝ, Рисал е арестуван и обвинен в разпалване на размирици от испанските военни. Намерен е за виновен и е публично екзекутиран чрез разстрел в Манила.
Мъченичеството му още повече убеждава филипинците, че нямат друг избор, освен да се борят за независимост от Испания. В нощта на екзекуцията му, докато е затворен в крепостта Сантяго, Рисал пише Último adiós („Последно сбогом“) – шедьовър на испанската поезия от 19 век.